# Amphicercidus pulverulens
Amphicercidus pulverulens är en insektsart som först beskrevs av David D. Gillette 1911.  Amphicercidus pulverulens ingår i släktet Amphicercidus och familjen långrörsbladlöss. Inga underarter finns listade i Catalogue of Life.